# Tenuiphantes fogarasensis
Tenuiphantes fogarasensis es una especie de araña araneomorfa del género Tenuiphantes, familia Linyphiidae. La especie fue descrita científicamente por Weiss en 1986.
La longitud del prosoma del macho es de 1,31 milímetros y el de la hembra 1,37 milímetros. La longitud del cuerpo del macho es de 2,45 milímetros y de la hembra 3 milímetros. La especie se distribuye por Rumania.